# Goalpara (Distrikt)
Goalpara ist ein Distrikt im Westen des indischen Bundesstaat Assam. Sitz der Verwaltung ist die gleichnamige Stadt Goalpara.

## Geografie
Der Distrikt liegt im Westen von Assam. Er grenzt im Norden an die Distrikte Bongaigaon und Barpeta, im Nordosten und Osten an den Distrikt Kamrup, im Süden an den indischen Bundesstaat Meghalaya, im Südwesten an den Distrikt South Salmara-Mankachar sowie im Westen an den Distrikt Dhubri. Fast das gesamte Distriktsgebiet liegt im Flusstal des Brahmaputra. Es hat zahlreiche kleine Hügel und es gibt nur wenige kleine Waldgebiete. Die Fläche beträgt 1824 km².

## Geschichte
Der Distrikt Goalpara teilt die Geschichte mit den Nachbardistrikten. Zuerst gehörte er von 350 bis 1140 zum Reich Kamarupa, später zum Königreich Kamata. Ab 1515 wurde es durch die Dynastie Koch regiert. Ein Familienzweig dieser Königsfamilie, die Bijni, verwaltete das Gebiet von 1587 bis 1614. Danach war es bis 1757 Teil des Mogulreichs. Nach der Schlacht bei Plassey geriet es in den Einflussbereich der Britischen Ostindien-Kompanie. Nach der Schlacht von Buxar am 22. Oktober 1764 kam es endgültig unter britische Herrschaft. Doch wurde das Gebiet bis 1865 von Bhutan beansprucht und die Herrschaft der Kompanie war nicht absolut. Seit 1874 ist das Gebiet des heutigen Distrikts Teil von Assam.
Der Distrikt entstand im 19. Jahrhundert. Im Jahr 1983 verkleinerte sich der Distrikt durch die Abspaltung der Distrikte Dhubri und Kokrajhar. Seit der Schaffung des Distrikts Bongaigaon aus Teilen des Distrikts besteht der Distrikt in heutigem Umfang.

## Bevölkerung

### Übersicht
Die Einwohnerzahl lag bei 1.008.183 (2011). Die Bevölkerungswachstumsrate im Zeitraum von 2001 bis 2011 betrug 22,64 % und lag damit sehr hoch. Goalpara hat ein Geschlechterverhältnis von 961 Frauen pro 1000 Männer und damit einen für Indien häufigen Männerüberschuss. Der Distrikt hatte 2011 eine Alphabetisierungsrate von 67,37 %, eine Steigerung um knapp 9 Prozentpunkte gegenüber dem Jahr 2001. Die Alphabetisierung liegt damit über dem nationalen Durchschnitt. Knapp 57,5 % der Bevölkerung sind Muslime, ca. 34,5 % sind Hindus, ca. 7,7 % sind Christen, je ca. 0,1 % sind Sikhs und Jainas und ca. 0,1 % gaben keine Religionszugehörigkeit an oder praktizierten andere Religionen. 17,0 % der Bevölkerung sind Kinder unter 6 Jahre.
Knapp 13,7 % der Bevölkerung leben in Städten.

### Einwohnerentwicklung
In den ersten Jahrzehnten des 20. Jahrhunderts wuchs die Bevölkerung bereits stark. Dies trotz Seuchen, Krankheiten und Hungersnöten. Seit der Unabhängigkeit Indiens hält die starke Bevölkerungszunahme weiterhin an. Während die Bevölkerung in der ersten Hälfte des 20. Jahrhunderts um rund 140 % zunahm, betrug das Wachstum in den fünfzig Jahren zwischen 1961 und 2011 239 %. Die Bevölkerungszunahme zwischen 2001 und 2011 lag bei nur 22,64 % oder rund 186.000 Menschen. Offizielle Bevölkerungsstatistiken der heutigen Gebiete sind seit 1901 bekannt und veröffentlicht. Grund für die ungewöhnlich starke Zunahme der Bevölkerung ab 1901 war lange Zeit die Zuwanderung ins dünn besiedelte Gebiet. Heutzutage ist es der Geburtenüberhang. Die Entwicklung verdeutlicht folgende Tabelle:
| Jahr      | 1901   | 1911    | 1921    | 1931    | 1941    | 1951    | 1961    | 1971    | 1981    | 1991    |
| Einwohner | 90.482 | 117.602 | 149.263 | 172.782 | 198.407 | 216.763 | 297.178 | 433.516 | k. Ang. | 668.138 |

### Bedeutende Orte

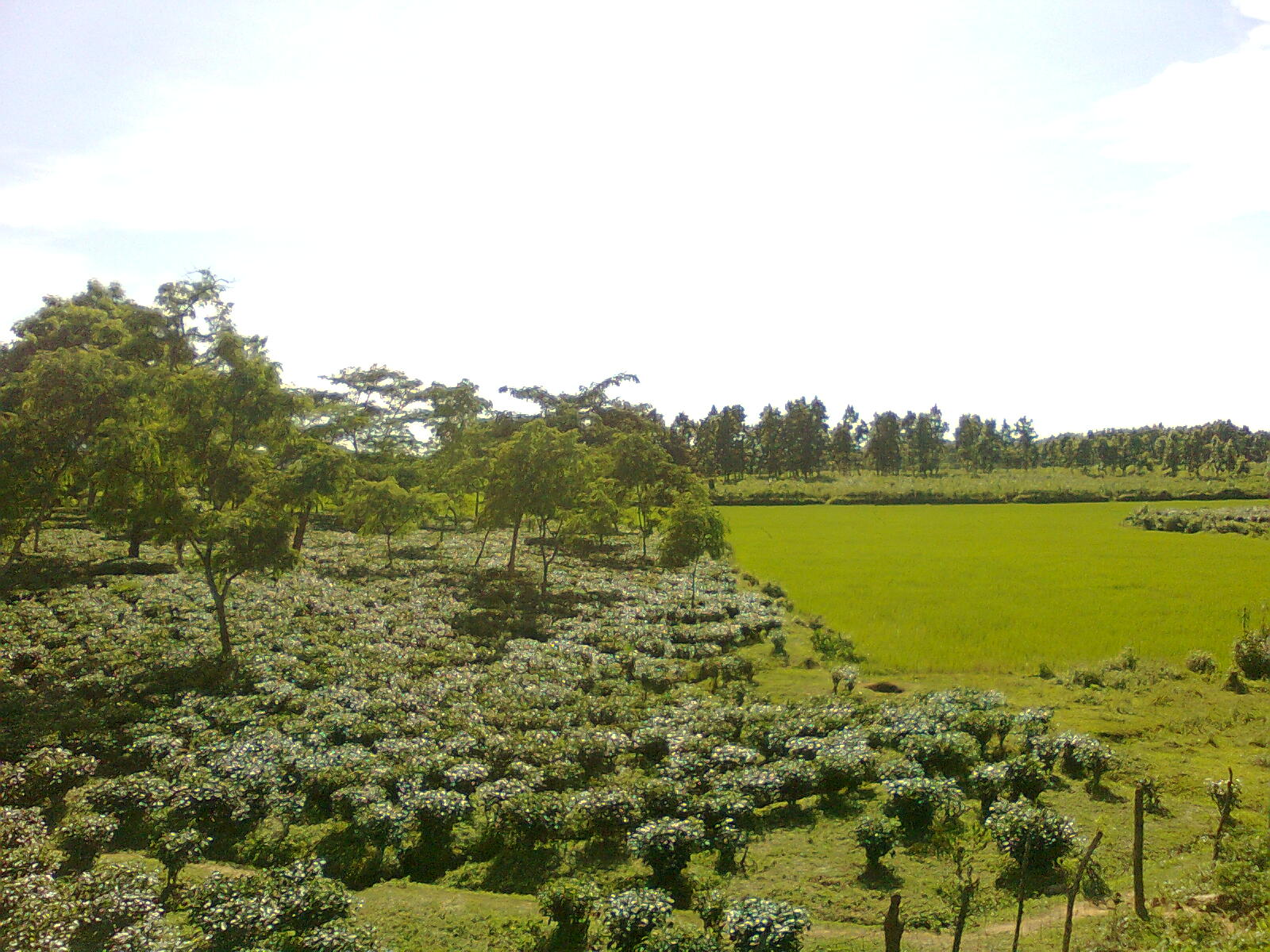
Teeplantage und Reisfeld im Distrikt Goalpara

Im Distrikt gibt es insgesamt elf Orte, die als Städte (towns und notified towns) gelten. In diesen Städten wohnen insgesamt 138.062 Menschen oder 13,69 % der Distriktsbevölkerung. Die Städte mit mehr als 10.000 Einwohnern sind:
Kleinstädte mit weniger als 10.000 Bewohnern sind Bhalukdubi (9.636), Nidanpur Pt-II (7.954), Asudubi (7.356), Thekashu Pt.-II (5.625), Kharijapikon (5.550), Damara Patpara (4.922) und Thekashu Pt-I (4.384).

### Volksgruppen
In Indien teilt man die Bevölkerung in die drei Kategorien general population, scheduled castes und scheduled tribes ein. Die scheduled castes (anerkannte Kasten) mit (2011) 45.094 Menschen (4,47 Prozent der Bevölkerung) werden heutzutage Dalit genannt (früher auch abschätzig Unberührbare betitelt). Die scheduled tribes sind die anerkannten Stammesgemeinschaften mit (2011) 231.570 Menschen (22,97 Prozent der Bevölkerung), die sich selber als Adivasi bezeichnen. Zu ihnen gehören in Assam 23 Volksgruppen. Mehr als 10.000 Angehörige zählen die Rabha (103.757 Personen oder 10,29 % der Distriktsbevölkerung), Garo (71.452 Personen oder 7,09 % der Distriktsbevölkerung), Bodo (auch Boro genannt) (41.224 Personen oder 4,09 % der Distriktsbevölkerung) und Hajong (10.021 Personen oder 0,99 % der Distriktsbevölkerung). Die Anteile der scheduled tribes sind in allen Circles beträchtlich. Im Circle Dudhnai 66,30 %, im Circle Rangjuli 38,26 %, im Circle Balijana 25,16 %, im Circle Matia 15,51 % und im Circle Lakhipur 9,17 %.

### Bevölkerung des Distrikts nach Sprachen
Die Bevölkerung des Distrikts Goalpara ist sprachlich gemischt. Assami (51,81 % der Bevölkerung) und Bengali (mit Bengali und Hajong; 29,69 % der Bevölkerung) sind allerdings die beiden dominierenden Sprachgruppen. In den Städten dominiert klar Assami. Denn 64,59 % der städtischen Einwohnerschaft geben diese Sprache als Muttersprache an. 26,31 % der Stadtbevölkerung geben Bengali als Muttersprache an. Auf dem Land dagegen sprechen 433.189 Personen oder 49,78 % Assami und 262.968 Personen oder 30,22 % Bengali. Die Hochburg von Rabha ist der Circle Balijana (8,72 % Bevölkerungsanteil). Garo hat seine Hochburgen in den Circles Balijana (11,10 % Bevölkerungsanteil) und Dudhnai (22,35 % Bevölkerungsanteil). Bodo/Boro konzentriert sich in den Circles Dudhnai (20,42 % Bevölkerungsanteil) und Rangjuli (9,28 % Bevölkerungsanteil). Alle weiteren Sprachen stellen in sämtlichen fünf Circles nur kleine Minderheiten.
Die weitverbreitetsten Einzelsprachen zeigt die folgende Tabelle:
| Jahr                                   | Assami  | Assami | Bengali | Bengali | Garo   | Garo | Rabha  | Rabha | Boro   | Boro | Hindi | Hindi | Hajong | Hajong | Koch  | Koch | Nepali | Nepali | Gesamt    | Gesamt   |
| Jahr                                   | Zahl    | %      | Zahl    | %       | Zahl   | %    | Zahl   | %     | Zahl   | %    | Zahl  | %     | Zahl   | %      | Zahl  | %    | Zahl   | %      | Zahl      | %        |
| -------------------------------------- | ------- | ------ | ------- | ------- | ------ | ---- | ------ | ----- | ------ | ---- | ----- | ----- | ------ | ------ | ----- | ---- | ------ | ------ | --------- | -------- |
| 2011                                   | 515.927 | 51,17  | 290.813 | 28,85   | 75.630 | 7,50 | 52.183 | 5,18  | 35.581 | 3,53 | 9.461 | 0,94  | 7.661  | 0,76   | 4.709 | 0,47 | 2.649  | 0,26   | 1.008.183 | 100,00 % |
| Quelle: Ergebnis der Volkszählung 2011 |         |        |         |         |        |      |        |       |        |      |       |       |        |        |       |      |        |        |           |          |

### Bevölkerung des Distrikts nach Bekenntnissen
Die Muslime (Assamesen und Bengalis) stellen mittlerweile die Bevölkerungsmehrheit. Dies vorwiegend wegen der starken Zuwanderung von muslimischen Bengalen aus dem benachbarten Bangladesch. Die ursprünglich dominierenden Hindus folgen dahinter. Doch gibt es starke Unterschiede. In der allgemeinen Bevölkerung (general population) dominieren klar die Muslime. Unter den anerkannten Stammesgemeinschaften (scheduled tribes) gibt es eine deutliche hinduistische Mehrheit und viele Christen (meist Garos). Sechs der elf Städte haben eine muslimische Mehrheit, drei Städte eine hinduistische Mehrheit und zwei Städte (Goalpara und Damara Patpara) sind religiös gemischt. Wobei in Damara Patpara die Christen die stärkste Glaubensgemeinschaft sind. Die Circles Dudhnai (70,32 %) und Rangjuli (61,30 %) haben deutliche hinduistische Mehrheiten. Die drei Circles Balijana (56,22 %), Lakhipur (80,88 %) und Matia (61,43 %) haben muslimische Mehrheiten. Starke christliche Minderheiten gibt es in den Circles Balijana (11,25 %) und Dudhnai (22,81 %). Alle anderen Glaubensgemeinschaften stellen nur kleine Bevölkerungsanteile. Die genaue religiöse Zusammensetzung der Bevölkerung zeigt folgende Tabelle:
| Jahr                                   | Buddhisten | Buddhisten | Christen | Christen | Hindus  | Hindus | Jainas | Jainas | Muslime | Muslime | Sikhs | Sikhs | Andere | Andere | keine Angaben | keine Angaben | Gesamt    | Gesamt   |
| Jahr                                   | Zahl       | %          | Zahl     | %        | Zahl    | %      | Zahl   | %      | Zahl    | %       | Zahl  | %     | Zahl   | %      | Zahl          | %             | Zahl      | %        |
| -------------------------------------- | ---------- | ---------- | -------- | -------- | ------- | ------ | ------ | ------ | ------- | ------- | ----- | ----- | ------ | ------ | ------------- | ------------- | --------- | -------- |
| 2011                                   | 194        | 0,02       | 77.862   | 7,72     | 347.878 | 34,51  | 477    | 0,05   | 579.929 | 57,52   | 771   | 0,08  | 103    | 0,01   | 969           | 0,10          | 1.008.183 | 100,00 % |
| Quelle: Ergebnis der Volkszählung 2011 |            |            |          |          |         |        |        |        |         |         |       |       |        |        |               |               |           |          |

### Geschlechterverteilung
Der Distrikt hatte – für Indien üblich – stets mehr männliche als weibliche Einwohner. Der hohe Männerüberschuss während der Kolonialzeit setzte sich nach der Unabhängigkeit noch fort. Doch in jüngster Zeit ist der Männerüberhang stark gesunken. Bei den jüngsten Bewohnern (171.657 Personen unter 7 Jahren) liegen die Anteile bei 87.457 Personen männlichen (50,95 Prozent) zu 84.200 Personen (49,05 Prozent) weiblichen Geschlechts.
| Verteilung der Bevölkerung nach Geschlecht im Distrikt Goalpara |                   |                   |                   |                   |                   |                   |                   |                   |                   |                   |                   |                   |
|                                                                 | Volkszählung 1901 | Volkszählung 1901 | Volkszählung 1941 | Volkszählung 1941 | Volkszählung 1951 | Volkszählung 1951 | Volkszählung 1991 | Volkszählung 1991 | Volkszählung 2001 | Volkszählung 2001 | Volkszählung 2011 | Volkszählung 2011 |
| Anzahl                                                          | Anteil            | Anzahl            | Anteil            | Anzahl            | Anteil            | Anzahl            | Anteil            | Anzahl            | Anteil            | Anzahl            | Anteil            |                   |
| GESAMT                                                          | 90.482            | 100 %             | 198.407           | 100 %             | 216.763           | 100 %             | 668.138           | 100 %             | 822.035           | 100 %             | 1.008.183         | 100 %             |
| Männer                                                          | 47.526            | 52,53 %           | 105.521           | 53,18 %           | 113.648           | 52,43 %           | 343.154           | 51,36 %           | 420.251           | 51,12 %           | 513.292           | 50,91 %           |
| Frauen                                                          | 42.956            | 47,47 %           | 92.886            | 46,82 %           | 103.115           | 47,57 %           | 324.984           | 48,64 %           | 401.784           | 48,88 %           | 494.891           | 49,09 %           |

## Bildung
Dank bedeutender Anstrengungen steigt die Alphabetisierung. Sie liegt mittlerweile bei rund 67 % (2001 noch bei 58 %). Im städtischen Bereich können immerhin über 80 Prozent der Männer lesen und schreiben. Auf dem Land bei den Frauen dagegen nur 62 Prozent. Typisch für indische Verhältnisse sind die starken Unterschiede zwischen den Geschlechtern und der Stadt-/Landbevölkerung.
| Alphabetisierung im Distrikt Goalpara  |                   |                   |
| Einheit                                | Volkszählung 2011 | Volkszählung 2011 |
| Einheit                                | Anzahl            | Anteil            |
| GESAMT                                 | 563.577           | 67,37 %           |
| Männer                                 | 304.302           | 71,46 %           |
| Frauen                                 | 259.275           | 63,13 %           |
| STADT GESAMT                           | 90.189            | 76,08 %           |
| Stadt-Männer                           | 48.217            | 80,24 %           |
| Stadt-Frauen                           | 41.972            | 71,80 %           |
| LAND GESAMT                            | 473.388           | 65,93 %           |
| Land-Männer                            | 256.085           | 70,02 %           |
| Land-Frauen                            | 217.303           | 61,69 %           |
| Quelle: Ergebnis der Volkszählung 2011 |                   |                   |

## Wirtschaft
Die meisten Einwohner leben von der Landwirtschaft.